# Élections municipales dans la Somme

## Municipales 2014
| Communes            | Maires sortants     | Étiquette | Maires Élus         | Étiquette |
| ------------------- | ------------------- | --------- | ------------------- | --------- |
| Amiens              | Gilles Demailly*    | PS        | Brigitte Fouré      | UDI       |
| Abbeville           | Nicolas Dumont      | PS        | Nicolas Dumont      | PS        |
| Albert              | Stéphane Demilly    | UDI       | Stéphane Demilly    | UDI       |
| Péronne             | Valérie Kumm        | PS        | Thérèse Dheygers    | UDI       |
| Doullens            | Christian Vlaeminck | UDI       | Christian Vlaeminck | UDI       |
| Corbie              | Alain Babaut        | UDI       | Alain Babaut        | UDI       |
| Roye                | Jacques Fleury      | PS        | Jacques Fleury      | PS        |
| Montdidier          | Catherine Quignon   | PS        | Isabelle Carpentier | DVD       |
| Longueau            | Colette Finet       | PCF       | Colette Finet       | PCF       |
| Ham                 | Marc Bonef          | UMP       | Grégory Labille     | UDI       |
| Friville-Escarbotin | David Lefèvre       | DVG       | David Lefèvre       | DVG       |
| Camon               | Jean-Claude Renaux  | PCF       | Jean-Claude Renaux  | PCF       |

*Maires sortants ne se représentant pas

## Municipales 2008
| Communes            | Maires sortants     | Étiquette | Maires Élus         | Étiquette |
| ------------------- | ------------------- | --------- | ------------------- | --------- |
| Amiens              | Gilles de Robien    | UDF       | Gilles Demailly     | PS        |
| Abbeville           | Joël Hart           | UMP       | Nicolas Dumont      | PS        |
| Albert              | Stéphane Demilly    | NC        | Stéphane Demilly    | NC        |
| Péronne             | Jean-Pierre Vienot  | UMP       | Valérie Kumm        | PS        |
| Doullens            | Christian Vlaeminck | DVD       | Christian Vlaeminck | DVD       |
| Corbie              | Alain Babaut        | DVD       | Alain Babaut        | NC        |
| Roye                | Jacques Fleury      | PS        | Jacques Fleury      | PS        |
| Montdidier          | Catherine Le Tyrant | PS        | Catherine Le Tyrant | PS        |
| Longueau            | Joël Brunet         | COM       | Colette Finet       | PCF       |
| Ham                 | Marc Bonef          | UMP       | Marc Bonef          | UMP       |
| Camon               | Jean-Claude Renaux  | PCF       | Jean-Claude Renaux  | PCF       |
| Friville-Escarbotin | Claude Guérandelle  | PCF       | David Lefèvre       | SE        |

*Maires sortants ne se représentant pas

## Municipales 2001
| Communes            | Maires sortants     | Étiquette | Maires Élus         | Étiquette |
| ------------------- | ------------------- | --------- | ------------------- | --------- |
| Amiens              | Gilles de Robien    | UDF       | Gilles de Robien    | UDF       |
| Abbeville           | Joël Hart           | RPR       | Joël Hart           | RPR       |
| Albert              | Stéphane Demilly    | UDF       | Stéphane Demilly    | UDF       |
| Péronne             | Jean-Pierre Vienot  | RPR       | Jean-Pierre Vienot  | RPR       |
| Doullens            | Jean-Michel Thievet | DVD       | Christian Vlaeminck | DVD       |
| Corbie              | Alain Babaut        | DVD       | Alain Babaut        | DVD       |
| Roye                | Jacques Fleury      | PS        | Jacques Fleury      | PS        |
| Montdidier          | Michel Warnet       | DVD       | Catherine Le Tyrant | PS        |
| Longueau            | Joël Brunet         | PCF       | Joël Brunet         | PCF       |
| Ham                 | Marc Bonef          | RPR       | Marc Bonef          | RPR       |
| Camon               | Michel Ponthieu     | SE        | Jean-Claude Renaux  | PCF       |
| Friville-Escarbotin | Guy Roussel         | PCF       | Guy Roussel         | PCF       |

*Maires sortants ne se représentant pas

## Municipales 1995
| Communes            | Maires sortants    | Étiquette | Maires Élus        | Étiquette |
| ------------------- | ------------------ | --------- | ------------------ | --------- |
| Amiens              | Gilles de Robien   | UDF-PR    | Gilles de Robien   | UDF-PR    |
| Abbeville           | Jacques Becq       | PS        | Joël Hart          | RPR       |
| Albert              | Stéphane Demilly   | UDF-FD    | Stéphane Demilly   | UDF-FD    |
| Péronne             | Jean-Pierre Vienot | RPR       | Jean-Pierre Vienot | RPR       |
| Doullens            | Jacques Mossion    | UDF-FD    | Jacques Mossion    | UDF-FD    |
| Corbie              | Alain Babaut       | DVD       | Alain Babaut       | DVD       |
| Roye                | Jacques Fleury     | PS        | Jacques Fleury     | PS        |
| Montdidier          | Jean-Marie Lapouge | DVD       | Michel Warnet      | DVD       |
| Longueau            | Joël Brunet        | PCF       | Joël Brunet        | PCF       |
| Ham                 | Marc Bonef         | RPR       | Marc Bonef         | RPR       |
| Camon               | Albert Becard      | PCF       | Michel Ponthieu    | SE        |
| Friville-Escarbotin | Guy Roussel        | PCF       | Guy Roussel        | PCF       |

*Maires sortants ne se représentant pas

## Municipales 1989
| Communes            | Maires sortants  | Étiquette | Maires Élus        | Étiquette |
| ------------------- | ---------------- | --------- | ------------------ | --------- |
| Amiens              | René Lamps       | PCF       | Gilles de Robien   | UDF-PR    |
| Abbeville           | Max Lejeune      | UDF-PSD   | Jacques Becq       | PS        |
| Albert              | Claude Landas    | PCF       | Stéphane Demilly   | UDF-PSD   |
| Péronne             | Edouard Guilbeau | PCF       | Jean-Pierre Vienot | RPR       |
| Doullens            | Jacques Mossion  | UDF-CDS   | Jacques Mossion    | UDF-CDS   |
| Corbie              | Jean Truquin     | PS        | Alain Babaut       | DVD       |
| Roye                | Jacques Fleury   | PS        | Jacques Fleury     | PS        |
| Montdidier          | Guy Floury       | DVG       | Guy Floury         | DVG       |
| Longueau            | Joël Brunet      | PCF       | Joël Brunet        | PCF       |
| Ham                 | Jean Goubet      | PCF       | Marc Bonef         | RPR       |
| Camon               | Albert Becard    | PCF       | Albert Becard      | PCF       |
| Friville-Escarbotin | Guy Roussel      | PCF       | Guy Roussel        | PCF       |

*Maires sortants ne se représentant pas

## Municipales 1983
| Communes            | Maires sortants  | Étiquette | Maires Élus      | Étiquette |
| ------------------- | ---------------- | --------- | ---------------- | --------- |
| Amiens              | René Lamps       | PCF       | René Lamps       | PCF       |
| Abbeville           | Max Lejeune      | UDF-PSD   | Max Lejeune      | UDF-PSD   |
| Albert              | Claude Landas    | PCF       | Claude Landas    | PCF       |
| Péronne             | Edouard Guilbeau | PCF       | Edouard Guilbeau | PCF       |
| Doullens            | Jacques Mossion  | UDF-CDS   | Jacques Mossion  | UDF-CDS   |
| Corbie              | Jean Truquin     | PS        | Jean Truquin     | PS        |
| Roye                | Jacques Fleury   | PS        | Jacques Fleury   | PS        |
| Montdidier          | François Étienne | PSU       | Guy Floury       | DVG       |
| Longueau            | Paul Hédé        | PCF       | Paul Hédé        | PCF       |
| Ham                 | Jean Goubet      | PCF       | Jean Goubet      | PCF       |
| Camon               | Emile Baheu*     | PCF       | Albert Becard    | PCF       |
| Friville-Escarbotin | Guy Roussel      | PCF       | Guy Roussel      | PCF       |

*Maires sortants ne se représentant pas

## Municipales 1977
| Communes            | Maires sortants  | Étiquette | Maires Élus      | Étiquette |
| ------------------- | ---------------- | --------- | ---------------- | --------- |
| Amiens              | René Lamps       | PCF       | René Lamps       | PCF       |
| Abbeville           | Max Lejeune      | MDSF      | Max Lejeune      | MDSF      |
| Albert              | Fernand Demilly  | MDSF      | Claude Landas    | PCF       |
| Péronne             | Jean Daudré      | Rad.      | Edouard Guilbeau | PCF       |
| Doullens            | Jacques Mossion  | CDS       | Jacques Mossion  | CDS       |
| Corbie              | Jean Truquin     | PS        | Jean Truquin     | PS        |
| Roye                | André Coël       | PS        | Jacques Fleury   | PS        |
| Montdidier          | François Étienne | PSU       | François Étienne | PSU       |
| Longueau            | Paul Hédé        | PCF       | Paul Hédé        | PCF       |
| Ham                 | Michel Rigaut    | PS        | Jean Goubet      | PCF       |
| Camon               | Emile Baheu      | PCF       | Emile Baheu      | PCF       |
| Friville-Escarbotin | ...              | ...       | Guy Roussel      | PCF       |

*Maires sortants ne se représentant pas